# Silvestre Reyes
Silvestre Reyes (Canutillo, 10 novembre 1944) è un politico statunitense, membro della Camera dei Rappresentanti per lo stato del Texas dal 1997 al 2013.

## Biografia
Nato a Canutillo in una famiglia di origini messicane, dopo aver studiato all'Università del Texas ad Austin Reyes arruolò nell'esercito e prestò servizio in Vietnam. Raggiunse il grado di sergente e fu insignito dell'Air Medal.
Rientrato in patria, si unì agli United States Border Patrol, dove restò per ventisei anni. Dopo essersi congedato, entrò in politica con il Partito Democratico e nel 1996 si candidò alla Camera dei Rappresentanti, dove riuscì a farsi eleggere. Negli anni successivi fu riconfermato per altri sette mandati finché nel 2012, candidatosi per la rielezione, risultò sconfitto nelle primarie democratiche da Beto O'Rourke.